# Glogovica, Zaječar
Glogovica (izvirno srbsko Глоговица) je naselje v Srbiji, ki upravno spada pod Mesto Zaječar; slednja pa je del Zaječarskega upravnega okraja.

## Demografija
V naselju živi 408 polnoletnih prebivalcev, pri čemer je njihova povprečna starost 47,3 let (44,1 pri moških in 50,3 pri ženskah). Naselje ima 137 gospodinjstev, pri čemer je povprečno število članov na gospodinjstvo 3,53.
Prebivalstvo je večinoma nehomogeno, a v času zadnjih treh popisov je opazno zmanjšanje števila prebivalcev.
|  |

| Demografija | Demografija     | Demografija     |
| Leto        | Št. prebivalcev | Št. prebivalcev |
| ----------- | --------------- | --------------- |
|             |                 |                 |
|             |                 |                 |
|             |                 |                 |
|             |                 |                 |
| 1948        | 1023            |                 |
| 1953        | 973             |                 |
| 1961        | 930             |                 |
| 1971        | 867             |                 |
| 1981        | 762             |                 |
| 1991        | 604             | 591             |
| 2002        | 519             | 484             |
|             |                 |                 |

| Etnična sestava po popisu iz leta 2002 | Etnična sestava po popisu iz leta 2002 | Etnična sestava po popisu iz leta 2002 | Etnična sestava po popisu iz leta 2002 | Etnična sestava po popisu iz leta 2002 |
| -------------------------------------- | -------------------------------------- | -------------------------------------- | -------------------------------------- | -------------------------------------- |
| Vlahi                                  | Vlahi                                  |                                        | 232                                    | 47,93%                                 |
| Srbi                                   | Srbi                                   |                                        | 226                                    | 46,69%                                 |
| Romuni                                 | Romuni                                 |                                        | 12                                     | 2,47%                                  |
| Jugoslovani                            | Jugoslovani                            |                                        | 1                                      | 0,20%                                  |
| Neznano                                | Neznano                                |                                        | 4                                      | 0,82%                                  |